# Дельта-правило
Де́льта-пра́вило — метод обучения перцептрона по принципу градиентного спуска по поверхности ошибки. Его дальнейшее развитие привело к созданию метода обратного распространения ошибки.

## Дельта-правило
Собственно дельта-правилом называют математическую форму записи. Пусть вектор {\displaystyle \mathbf {X} ={x_{1},x_{2},...x_{r},...x_{m}}} — вектор входных сигналов, а вектор {\displaystyle \mathbf {D} ={d_{1},d_{2},...d_{k},...d_{n}}} — вектор сигналов, которые должны быть получены от перцептрона под воздействием входного вектора. Здесь {\displaystyle n} — число нейронов, составляющих перцептрон. Входные сигналы, поступив на входы перцептрона, были взвешены и просуммированы, в результате чего получен вектор {\displaystyle \mathbf {Y} ={y_{1},y_{2},...y_{k},...y_{n}}} выходных значений перцептрона. Тогда можно определить вектор ошибки {\displaystyle \mathbf {\mathrm {E} } ={e_{1},e_{2},...e_{k},...e_{n}}}, размерность которого совпадает с размерностью вектора выходных сигналов. Компоненты вектора ошибок определяются как разность между ожидаемым и реальным значением выходного сигнала перцептронного нейрона:
При таких обозначениях формулу для корректировки j-го веса i-го нейрона можно записать следующим образом:
Номер сигнала {\displaystyle j} изменяется в пределах от единицы до размерности входного вектора {\displaystyle m}. Номер нейрона {\displaystyle i} изменяется в пределах от единицы до количества нейронов {\displaystyle n}. Величина {\displaystyle t} — номер текущей итерации обучения. Таким образом, вес входного сигнала нейрона изменяется в сторону уменьшения ошибки пропорционально величине суммарной ошибки нейрона. Часто вводят коэффициент пропорциональности {\displaystyle \eta }, на который умножается величина ошибки. Этот коэффициент называют скоростью или нормой обучения. Таким образом, итоговая формула для корректировки весов:

## Обобщенное дельта-правило
С целью расширения круга задач, решаемых перцептроном, Уидроу и Хоффом была предложена сигмоидальная функция активации для нейронов. Это позволило перцептрону оперировать с непрерывными сигналами, но потребовало модификации алгоритма обучения. Модифицированный алгоритм направлен на минимизацию функции среднеквадратичной ошибки:
Эта функция определяется матрицей весовых коэффициентов {\displaystyle w_{ij}}. Здесь {\displaystyle i} — номер нейрона, а {\displaystyle j} — номер входа. Поверхность, описываемая этой функцией имеет форму псевдопараболоида. Задачей обучения является нахождение глобального минимума этой поверхности. Одним из способов нахождения минимума является метод градиентного спуска. Корректировка весов производится в направлении антиградиента поверхности:
Здесь {\displaystyle \eta } — коэффициент скорости обучения.
Функция ошибки является сложной и зависит в первую очередь от выходных сигналов перцептрона. В соответствии с правилами дифференцирования сложных функций:
Выходной сигнал {\displaystyle y_{i}} каждого нейрона определяется по формуле:
Здесь {\displaystyle m} — число входов перцептрона, {\displaystyle x_{j}} — сигнал на j-ом входе, а {\displaystyle \operatorname {f} (S)} — функция активации. Тогда получим:
Продифференцировав функцию ошибки по значению выходного сигнала получим:
Подставив формулы (**) и (***) в выражение (*) получим выражение для корректировки веса j-го входа у i-го нейрона при любой активационной функции:
Из этой формулы видно, что в качестве активационной функции при использовании обобщенного дельта-правила функция активации нейронов должна быть непрерывно дифференцируемой на всей оси абсцисс. Преимущество имеют функции активации с простой производной (например — логистическая кривая или гиперболический тангенс).
На основе дельта-правила Уидроу и Хопфом был создан один из первых аппаратных нейрокомпьютеров Адалин (1960).